# Giovanni Battista Bracelli

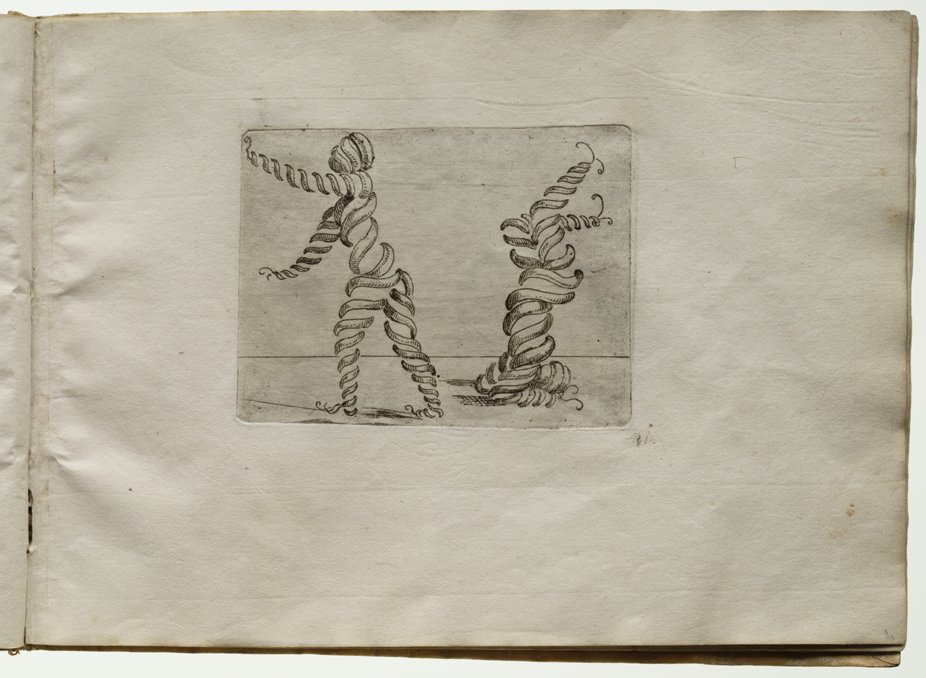
Bizzarie di Varie Figure, 1

Giovanni Battista Bracelli war ein italienischer Maler des Barock, der im 17. Jahrhundert wirkte und vor allem durch seine Zeichnungen und Radierungen bekannt ist.

## Leben und Werk
Über das Leben von Giovanni Battista Bracelli sind nur wenige gesicherte Informationen vorhanden. Als Schüler von Jacopo da Empoli war er zwischen 1616 und 1635 in Florenz und Livorno tätig. Bracelli ist vor allem für seine meisterhaften Zeichnungen bekannt, die oft allegorische und mythologische Themen behandeln. Seine Werke stehen stilistisch in der Tradition des frühen Barock und zeigen eine sorgfältige Linienführung.

## Stil und Bedeutung
Bracellis Arbeiten zeichnen sich durch große Detailgenauigkeit und eine expressiv-dynamische Bildsprache aus. Seine Illustrationen und Radierungen beeinflussten später mehrere Generationen von Künstlern. Besonders hervorzuheben sind seine Beiträge zur Buchillustration im 17. Jahrhundert.
Sein Ruhm ist jedoch vor allem mit seiner Arbeit als Radierer verbunden, insbesondere mit einer Sammlung satirischer Stiche mit dem Titel Bizzarrie di varie figure, die 1624 in Livorno veröffentlicht wurde. Bracelli wird mit diesem Werk im Kontext der manieristischen Ästhetik des Grotesken und Bizarren verortet.
Die Bizzarrie bestehen aus fantasievollen Darstellungen von Menschen, die aus Küchengeräten, Schachteln, Rauten, Federn oder quadratischen Ketten konstruiert sind. Es sind Figuren, auf das höchste Maß an Schematisierung reduziert, sie ähneln modernen „Robotern“ und haben Bracelli zu einem kuriosen Vorläufer der Figuren des Kubismus und Surrealismus gemacht, wie etwa auch Giuseppe Arcimboldo und Luca Cambiaso.
Es ist nicht belegt, dass Bracelli das Werk Arcimboldos kannte. Bracellis Stiche zeigen eine kantige Trockenheit, wenn gewöhnliche Gebrauchsgegenstände die menschlichen Formen ersetzen. Bracelli könnte aber mit Zeichnungen von Luca Cambiaso in Kontakt gekommen sein, der Studien Michelangelos weitergeführt hatte, die darauf abzielten, die menschliche Figur in einen Würfel einzupassen. Diese Zeichnungen waren bekannt, da davon xylografische Reproduktionen angefertigt wurden.
Eine weitere wahrscheinliche Inspiration könnten die Kostüme und Bewegungen der Schauspieler der Commedia dell’Arte – die in der Toskana der damaligen Zeit sehr präsent waren, gewesen sein.

## Rezeption
Bracelli wird heute nicht zu den bekanntesten Künstlern seiner Zeit gezählt, sein Werk steht jedoch exemplarisch für eine Kunstrichtung des italienischen Barock, die Druckgrafik und Illustration jener Epoche.
Sein Werk als Druckgrafiker wurde dank eines Artikels, der 1928 in L’Amateur d’estampes veröffentlicht wurde, wiederentdeckt; 1929 wurde das Thema von Kenneth Clark im Print Collector's Quarterly aufgegriffen. Der rumänische Dichter und Essayist Tristan Tzara, der mit dem Surrealismus und dem Dadaismus verbunden war, veröffentlichte 1963 das Faksimile der Bizzarrie, basierend auf dem Exemplar in der Rosenwald-Sammlung (Library of Congress), das unter den sechs bekannten Exemplaren das einzige vollständige zu sein scheint.

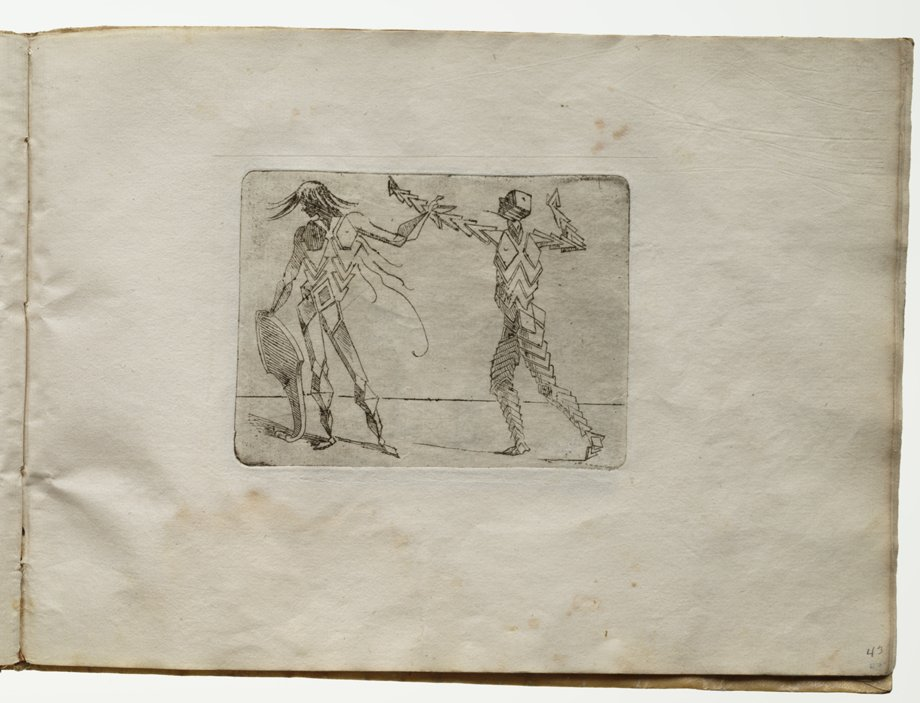
Bizzarie di Varie Figure, 2

Die Abteilung für Zeichnungen und Druckgraphik der Uffizien besitzt eine Reihe einzelner Radierungen aus dem Jahr 1630 mit surrealen Figuren, die imaginäre Saiteninstrumente spielen.

### Werkverzeichnis Radierungen
- Bizzarie di Varie Figure, Livorno, 1624, 50 Stiche, Widmung an Pietro de’ Medici (National Gallery of Art, Washington und Library of Congress)
- Figure con Instrumenti Musicali e Boscharecci, 1630, 21 Stiche

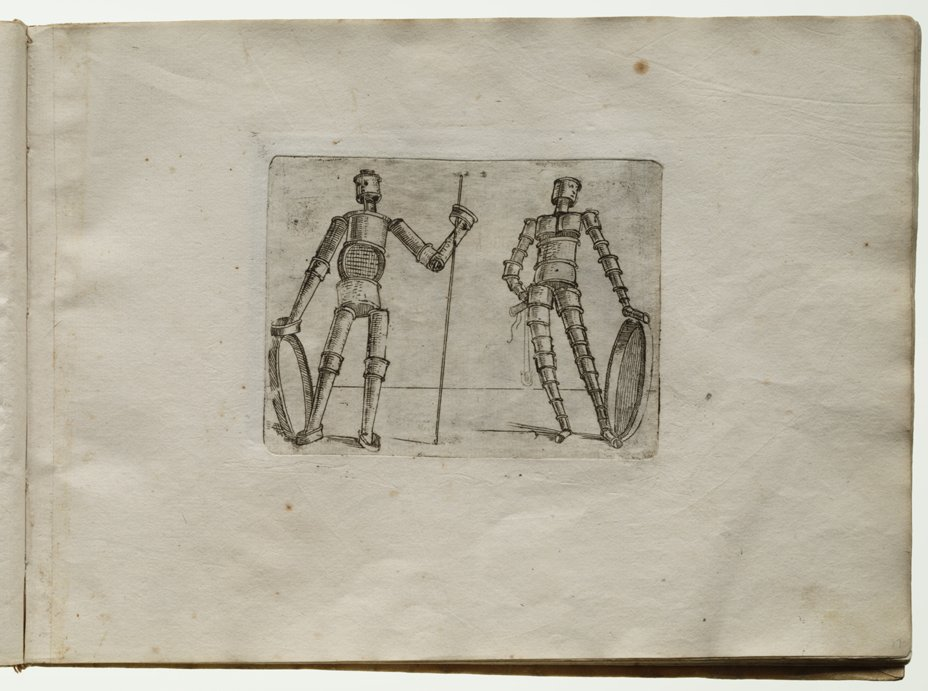
Bizzarie di Varie Figure, 3